# Вільям Лоренс Брегг
Вільям Лоренс Брегг (англ. William Lawrence Bragg; 31 березня 1890 — 1 липня 1971) — англійський фізик, лауреат Нобелівської премії з фізики 1915 року «за заслуги в дослідженні структури кристалів за допомогою рентгенівських променів» (спільно зі своїм батьком Вільямом Генрі Бреггом). Брегг одержав Нобелівську премію наймолодшим серед усіх лауреатів — у віці 25 років — за час існування нагороди.
Професор Манчестерського (1919—1937), Кембриджського (з 1938) університетів. Член Лондонського королівського товариства (з 1921). У 1913 р. встановив закон Брегга (Bragg's law), який покладено в основу рентгеноструктурного аналізу (одночасно з ним цей закон встановив і Г. В. Вульф). Визначив структуру багатьох силікатів.